# Orlando Smeekes
Orlando Smeekes (* 28. Dezember 1981 in Amsterdam, Niederlande) ist ein ehemaliger niederländischer Fußballspieler und heutiger Kickboxer.

## Karriere

### Im Verein
Smeekes spielte in der Jugend für die Flevo Boys und den niederländischen Ehrendivisionär SC Heerenveen.
Im Jahr 2000 wechselte er in die zweite Liga der Niederlande zu Stormvogels Telstar. Dort kam er bis 2003 zu 50 Einsätzen (10 Tore) und ging 2003 zum Ligakonkurrenten FC Volendam. Nach einer Saison, in der er nur zu zwei Einsätzen kam, wechselte der Angreifer zu TOP Oss, für die er 2004/05 26 mal spielte (2 Tore). 2005 bis 2007 spielte Smeekes dann bei Helmond Sport (48 Einsätze, 9 Tore) und 2007/08 bei den Go Ahead Eagles Deventer (23 Einsätze, 5 Tore), ehe er im Sommer 2008 nach Deutschland, zum Drittligisten Stuttgarter Kickers wechselte. Für den schwäbischen Verein kam Smeekes zu 29 Einsätzen (4 Tore).
Zur Saison 2009/10 wechselte er zum FC Carl Zeiss Jena, wo er einen Zweijahresvertrag unterschrieb.
Am ersten Spieltag der Saison 2009/10 gelang Smeekes mit einem Freistoß aus 35 Meter das Tor des Monats. Zur Saison 2011/12 wechselte Orlando Smeekes zum Ligakonkurrenten SV Wehen Wiesbaden, wo er einen Vertrag bis 2013 unterschrieb.
Zur Saison 2012/13 wechselte Smeekes gemeinsam mit Delron Buckley nach Südafrika zu Maritzburg United unter Trainer Ernst Middendorp. Nach 35 Ligaspielen und fünf Treffern in Südafrika wurde im Sommer 2014 sein Vertrag nicht verlängert. Nach kurzer Zeit der Vereinslosigkeit kehrte er im Oktober 2014 in seine niederländische Heimat zurück, wo er seine aktive Karriere bei unterklassigen Vereinen ausklingen ließ. Im Sommer 2018 beendete Smeekes seine aktive Karriere.

### In der Nationalmannschaft
Smeekes spielte 2008 viermal für die Fußballnationalmannschaft der Niederländischen Antillen, erstmals am 6. Februar 2008 im Auswärtsspiel bei der Qualifikation zur WM 2010 gegen Nicaragua. Nach der Auflösung der Niederländischen Antillen am 10. Oktober 2010 spielt Smeekes seitdem für die Fußballnationalmannschaft von Curaçao. Sein erstes Länderspiel bestritt er am 8. Oktober 2011 im Heimspiel bei der Qualifikation zur WM 2014 gegen Antigua und Barbuda. Es folgte ein weiteres Länderspiel gegen Haiti im November 2011.

## Persönliches
Seit seinem Karriereende 2018 arbeitete er als Personal Trainer für Fit For Free in der Amsterdam Arena. Smeekes Vorfahren stammen aus Willemstad auf Curaçao.

## Kickboxen
Im Oktober 2019 gab Smeekes bekannt, das er Kickboxer wird und absolvierte seinen ersten Kampf, gegen den Ungar Tamas Kossenberg im Rahmen der Rings Gala in Amstelveen am 5. Oktober in der Emergohal Sporthal.